# Papa Sisto II
Sisto II (Grecia?, ... – Roma, 6 agosto 258) è stato il 24º vescovo di Roma e papa della Chiesa cattolica dal 30 agosto 257 fino alla sua morte. È venerato come santo da tutte le Chiese.

## Biografia
Le origini di questo papa sono ignote; della sua vita prima dell'elezione è conosciuto solo ciò che riporta il Liber pontificalis e cioè che era greco. Tale affermazione, però, è probabilmente erronea in quanto derivata dalla falsa convinzione che il papa fosse il filosofo greco autore delle Sentenze di Sesto, una raccolta di 451 proverbi attribuita al filosofo neopitagorico Sesto, ma tradotta in latino da Rufino Turranio (345-411) e diffusa erroneamente sotto il nome di Sisto.
Sisto succedette al suo predecessore, papa Stefano I, il 30 agosto 257.
Durante il pontificato di quest'ultimo, era sorta una violenta disputa tra la Chiesa di Roma e le Chiese africane e asiatiche, riguardo alla riammissione degli eretici e al battesimo da loro amministrato: la polemica aveva rischiato di finire in una completa rottura tra Roma e le altre Chiese. A Sisto II, che Ponzio, il biografo di san Cipriano (Vita Cypriani, capitolo XIV), definiva "sacerdote buono e pacifico" (bonus et pacificus sacerdos), e che era più conciliante di Stefano I, va il merito di aver riportato la pace all'interno del mondo cristiano ripristinando le relazioni con le altre Chiese. In parziale accordo con la posizione decisamente assunta dal suo predecessore, incentivò l'uso romano di riammettere alla comunione con la Chiesa mediante l'imposizione delle mani e di ritenere valido il Battesimo da loro amministrato in quanto "Ipse est qui baptizat" (Egli è colui che battezza).
Poco prima del pontificato di Sisto II, l'imperatore Valeriano aveva pubblicato il suo primo editto di persecuzione, con il quale aveva obbligato i cristiani a partecipare al culto nazionale degli dei pagani e aveva impedito loro di riunirsi nei cimiteri, minacciando con l'esilio o la morte chiunque fosse stato trovato a disubbidire l'ordine (e l'editto costò infatti la vita a papa Stefano I). Sisto riuscì inizialmente a compiere le sue funzioni di pastore dei cristiani senza subire interferenze da coloro che dovevano far rispettare l'editto imperiale, ma nei primi giorni di agosto del 258 l'imperatore pubblicò un nuovo editto di persecuzione, il cui contenuto è desunto da una lettera di san Cipriano di Cartagine a Successo, vescovo di Abbir Germaniciana (Epistole, l, XXX), e che causò la morte di Sisto.

## Il martirio

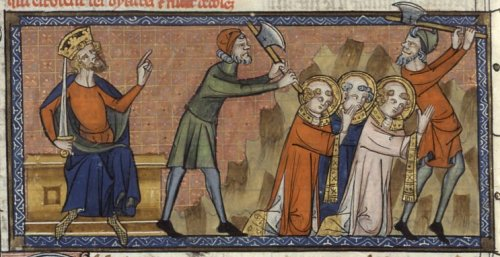
Martirio di Sisto II da parte di Valeriano

Così Cipriano iniziava la sua lettera:
 (episcopi et presbyteri et diacones incontinenti animadvertantur).
Sisto II fu uno dei primi a cadere vittima di questo editto (Xistum in cimiterio animadversum sciatis VIII. id. Augusti et cum eo diacones quattuor - Cipriano, Epistole l XXX).
Cipriano continuava:
Per eludere la vigilanza degli imperiali, Sisto, il 6 agosto, riunì i fedeli in uno dei cimiteri meno conosciuti, quello di Pretestato, sul lato sinistro della Via Appia, quasi di fronte a quello di papa Callisto I. Mentre era seduto sulla sua sedia in procinto di parlare all'assemblea, fu catturato invece da un manipolo di soldati. Ci sono dei dubbi se fu decapitato immediatamente, o fu portato di fronte ad un tribunale per essere prima giudicato e poi condotto nuovamente al cimitero per l'esecuzione. L'iscrizione che papa Damaso I (366-384) fece apporre sulla sua tomba nel cimitero di San Callisto può infatti essere interpretata in entrambi i modi, ma la seconda ipotesi sembra essere più probabile.
L'incontro tra Sisto II e san Lorenzo martire, quando il primo veniva condotto al martirio viene menzionato,  tra gli altri, nei falsi "Atti di San Lorenzo", da sant'Ambrogio da Milano e dal poeta Prudenzio. Completamente falso è, inoltre, quanto riportato da Prudenzio in merito al fatto che Sisto II patì il martirio sulla croce, a meno che il poeta non usi la parola "croce" (Jam Xystus adfixus cruci) per intendere il martirio in generale, come suggerirono Louis Duchesne e Paul Allard. Insieme a Sisto furono catturati e giustiziati quattro diaconi: Gennaro, Innocenzo (o Vincenzo), Magno, Stefano. Lo stesso giorno altri due diaconi, Felicissimo ed Agapito, patirono il martirio. La festa liturgica di san Sisto II e di questi sei diaconi si celebra il 6 agosto, giorno del loro martirio.
I resti di Sisto furono traslati nella cripta papale del vicino cimitero di San Callisto. Dietro la sua tomba, in un reliquiario, fu posta la sedia macchiata di sangue sulla quale era stato decapitato. Papa Pasquale I lo fece traslare, in seguito, nella cappella iuxta ferrata, dedicata a lui e a papa Fabiano, nell'antica basilica di San Pietro in Vaticano. Sul luogo del cimitero di San Pretestato dove fu martirizzato fu eretto un oratorio (Oratorium Xysti), che veniva ancora visitato dai pellegrini del VII e dell'VIII secolo.
Quattro giorni dopo, il 10 agosto, subì il martirio anche l'ultimo dei diaconi di Roma: l'arcidiacono Lorenzo.
Sisto II fu il primo papa che assunse un nome pontificale già utilizzato in precedenza, e quindi dopo la sua morte venne aggiunto il numerale "II" al suo nome.

## Culto
Nella Chiesa cattolica la sua memoria liturgica ricorre il 7 agosto; nella Chiesa greca, invece, il 10 agosto.
Dal Martirologio Romano (ed. 2001):
Venerato a Pisa come san Sisto, il giorno a lui dedicato era propizio per le battaglie. Contrariamente all'opinione comune odierna, non era l'antico patrono della città prima di San Ranieri, ma tale giorno era considerato importante. Infatti, ad esempio, nei suoi 'Annales Pisani' il Maragone, quando parla dell'impresa di Palermo del 1063 e della conseguente costruzione della nuova Cattedrale, scrive quanto segue: «MLXIII. Pisani fuerunt Panormiam; gratia Dei vicerunt illos in die Sancti Agapiti. Constructa est Ecclesia beate Marie Virginis Pisane Civitatis». Sant'Agapito era uno dei sette diaconi martirizzati assieme a San Sisto e con lui ricordati il 6 agosto. Ecco quindi che non era San Sisto protettore di Pisa, ma era il giorno 6 agosto ad essere foriero di vittorie militari. Tale sequela di vittorie si interruppe dopo il 6 agosto 1284, il giorno della battaglia della Meloria, allorché Pisa fu sconfitta dalla flotta genovese. Tutt'oggi a Pisa ogni 6 agosto, nella chiesa di San Sisto in Corte Vecchia, nel cuore antico della città alfea, si celebra Lo Die di Santo Sisto, Dies Memorialis, a perenne memoria delle imprese compiute dai pisani il 6 agosto in anni diversi, e dei Caduti pisani di tutte le guerre. La cerimonia è organizzata dall'Associazione degli Amici di Pisa, col patrocinio del Comune.
 
Il suo culto a Sassari fu forse un'importazione pisana. È titolare della parrocchia omonima documentata già nel 1278 (eretta dall'arcivescovo Dorgotorio).
Attualmente viene venerato come santo patrono delle seguenti località:
- Bellegra, in provincia di Roma;
- Caldonazzo, in provincia di Trento;
- Castelpoggio, in provincia di Massa-Carrara;
- Colle d'Anchise, in provincia di Campobasso;
- Girgenti di Pescorocchiano, in provincia di Rieti;
- Gombito, in provincia di Cremona;
- Joppolo, in provincia di Vibo Valentia;
- Manerbio, in provincia di Brescia;
- Morbello, in provincia di Alessandria;
- Nocelleto, in provincia di Caserta;
- Onelli di Cascia, in provincia di Perugia;
- Pomezzana, in provincia di Lucca;
- Verolanuova, in provincia di Brescia;
- Villa Collemandina, in provincia di Lucca.